# 積水ハウスシャーメゾンPM中部
積水ハウスシャーメゾンPM中部株式会社（せきすいハウスシャーメゾンPMちゅうぶ）は、愛知県名古屋市中村区に本社を置く日本の不動産会社。積水ハウスのグループ会社。
前身は、積和不動産中部株式会社（せきわふどうさんちゅうぶ）。
2025年2月1日に、仲介・不動産事業を積水ハウス不動産関西株式会社（同日付で積水ハウス不動産株式会社に商号変更）に分割し、現商号に変更した。

## 沿革
- 1981年（昭和56年）2月 - 積水ハウスにより、中部地方を営業エリアとする不動産会社として積和不動産株式会社を設立。
- 1981年（昭和56年）6月 - 中部積和不動産株式会社に社名変更。
- 1985年（昭和60年） - 不動産の賃貸並びに管理事業を開始
- 1991年（平成3年）11月 - 名古屋証券取引所第2部に上場。
- 2000年（平成12年）8月 - 積和不動産中部株式会社に社名変更。
- 2000年（平成12年）11月 - 東京証券取引所第2部に上場。
- 2005年（平成17年）1月 - 積水ハウスとの株式交換により上場廃止。
- 2008年（平成20年）2月 - 子会社の積和管理中部株式会社（現・積和トータルサポート株式会社）が同じく子会社のMASTクリーンサービス株式会社を吸収合併。
- 2011年（平成23年）8月 - リフォーム事業部門を子会社の積和トータルサポート株式会社へ譲渡。
- 2020年（令和2年）2月1日 - 積水ハウス不動産中部株式会社に商号変更[2]。
- 2025年（令和7年）2月1日 - 現商号に変更。

## 営業エリア
積水ハウス不動産中部の営業エリアは以下の地域。
- 中部地方：愛知県、岐阜県、三重県、静岡県、福井県、石川県、富山県、新潟県、長野県